# Benjamin D. Rhodes
Benjamin D. Rhodes är professor i historia vid University of Wisconsin–Whitewater och författare till många böcker och artiklar. Han har dessutom undervisat i både Finland och Kina.